# Florence Kelley
Florence Kelley (Filadèlfia, 12 de setembre de 1859 - ibídem, 17 de febrer de 1932) va ser una reformadora social i feminista estatunidenca durant l'anomenada era progressista nord-americana (1880-1930). Va contribuir al desenvolupament de la legislació laboral i el benestar social en l'àmbit estatal i federal dels Estats Units. També va ser dirigent de la Lliga Nacional de Consumidors (1899-1932) i va preparar el terreny pel New Deal de 1930 a través de campanyes contra el treball infantil i advocant per la regulació dels horaris de treball. Kelley va aconseguir introduir el salari mínim en la legislació nord-americana. A més, va ser fundadora de l'Associació Nacional per al Progrés de les Persones de Color (NAACP) en 1909, i durant diversos anys va exercir el càrrec de vicepresidenta de l'Associació Americana pro Sufragi de la Dona (NAWSA) als Estats Units.

## Família
Florence Kelley va néixer en una família que tradicionalment s'havia preocupat per qüestions polítiques i socials. El seu pare era William D. Kelley, un membre republicà de la Cambra de Representants dels Estats Units per Pennsilvània. Com a abolicionista, va ser un dels fundadors del Partit Republicà en 1854 i amic d'Abraham Lincoln. Va ser el mentor polític de la jove Florence a la qual portava de visita a fàbriques on estaven treballant nens. També va rebre la influència de la seva besàvia Sarah Pugh que havia estat membre de la Convenció de Dones Americanes per l'Abolició de l'Esclavitud.
Caroline Bartram Bonsall, la mare de Kelley, no era una figura tan prominent. Els pares de Bonsall van morir quan ella era petita i va ser adoptada per Isaac i Kay Pugh, que passarien a ser els avis de Kelley.
A Zúric hi va conèixer diversos socialistes europeus, entre ells un físic polonès-rus Lazare Wischnewetzky, amb qui es va casar el 1884 i hi va tenir tres fills malgrat haver-se divorciat molt prompte (1891). Kelley volia el divorci a causa de l'abús físic al qual estava sotmesa i un deute desbordant que arrossegaven. Es veia incapaç de divorciar-se'n per "falta de suport" així que va fugir a Chicago i va rebre la custòdia completa dels seus fills. Florence va arrossegar amb si mateixa durant molts anys el cognom rus-polonès, encara que ella preferia que l'anomenessin "Sra. Kelley".

## Experiència educativa
Florence Kelley va ser educada a casa durant gran part de la seva infància. Això es devia tant al fet que la família vivia en el que llavors eren els afores de Filadèlfia, a sis quilòmetres del centre, com al fet que es tractava d'una nena malaltissa. De tant en tant assistia a una escola quàquera, però després acabava en el llit amb reumatisme a l'hivern. Kelley era una de vuit fills, sis nenes i dos nens. Ella era l'única noia que va sobreviure fins a l'edat adulta, una de les seves germanes, Anna, va viure fins als sis anys, aleshores Florence tenia dotze anys.
El seu pare li va ensenyar a llegir als set anys, usant un petit llibre amb gravats que mostraven nens treballant, duent blocs d'argila. Als deu anys va començar a llegir a l'extensa biblioteca del seu pare fins que va haver llegit tots els centenars de llibres de la biblioteca del congressista. El pare de Florence Kelley, William Darrah Kelley, era un autodidacta que va llegir i va col·leccionar llibres durant tota la seva vida.
La biblioteca de William Darrah Kelley, a la qual Florence Kelley tenia accés, incloïa discursos polítics i assajos d'Amèrica, Gran Bretanya i Europa, tractats sobre ciències naturals, llibres sobre química i obres d'escriptors com Emerson, Carlyle, Milton, Byron, Montaigne, Rousseau, filòsofs alemanys, Walter Scott, i molts més. Abans que Florence Kelley assistís a la universitat, també va viatjar amb el seu pare, el congressista, en viatges oficials a Califòrnia i Dakota del Nord, a visitar als fabricants d'acer de Pennsilvània, i més tard, amb la seva família, a Anglaterra i Europa.
Florence Kelley va ingressar en la Facultat d'Arts i Ciències de la Universitat de Cornell al setembre de 1876. La classe de dones de Florence Kelley en el Russell Sage College va ser una de les primeres que va haver-hi, però no la primera dona a ingressar a la Universitat de Cornell. Hi havia ja 70 dones residents en el Sage College quan Florence Kelley es va registrar. L'edat d'ingrés eren els disset anys.
Moltes de les dones que es van graduar a la Universitat de Cornell i altres universitats en les dècades de 1870 i 1880, incloses Florence Kelley i la seva amiga, Martha Carey Thomas, futura presidenta de Bryn Mawr College, es van distingir en la vida pública, sovint associades amb institucions com Hull House i altres relacionades amb serveis socials i educatius. Encara que la Universitat de Cornell s'enorgullia d'oferir a les dones la mateixa educació que oferia als homes, hi havia sales de conferències, sales de biblioteca i altres instal·lacions segregades només per a dones. Sí que es reunien amb els homes per menjar.
Els requisits per ingressar a la Universitat de Cornell en 1876 incloïen, a més del requisit previ d'un bon caràcter moral, tenir coneixements demostrables de gramàtica anglesa, aritmètica, geometria, àlgebra mitjançant equacions quadràtiques, ciències naturals (per elecció), trigonometria, llatí i grec.
En Cornell Florence Kelley tenia un horari de vint-i-cinc hores de classe a la setmana, incloent: francès, alemany, llatí, àlgebra, literatura, ciències naturals i astronomia, i més tard es va unir a grups que llegien Swinburne i uns altres. En el seu currículum també s'incloïen estudis de política i economia, lògica, filosofia, història de la filosofia i filosofia de la història.
Després d'un cas de diftèria agreujat per un tractament erroni, va passar l'hivern de 1881-1882 amb el seu pare a Washington, DC i investigant a la Biblioteca del Congrés per a la seva tesi d'honor titulada "Alguns canvis en l'estatus legal del nen des de Blackstone: sobre les lleis de treball infantil". Es va graduar amb un Bachelor of Literature amb Esment d'Honor al juny de 1882. La seva tesi va ser publicada aquest agost en la Revista Internacional.
Després d'haver estat rebutjada per l'Escola de Dret de la Universitat de Pennsilvània Florence Kelley va marxar a Europa. La següent educació formal de Florence Kelley va ser a la Universitat de Zúric, on va assistir a conferències sobre política, economia i dret. Després d'haver perdut la còpia física del seu títol de Cornell en deixar-ho, per no ser vist mai més, en una andana de ferrocarril en Rugbi Junction en un viatge anterior a Oxford, Florence Kelley va arribar sense credencials a la Universitat de Zúric. Malgrat això se li va permetre assistir a classes i examinar-se.
A Zuric, Florence Kelley va conèixer a persones notables, persones unides per forces imprevistes de la història i les circumstàncies, refugiats, estudiants, revolucionaris, persones que van venir a estudiar, a llegir, a discutir, a debatre i a trobar la manera de sobreviure. La gent acudia a Zuric des de tota l'Europa de l'Est, la Rússia tsarista, i des del que es convertiria a Alemanya, on els socialistes havien estat expulsats per un decret d'Bismarck. En la seva estada a Europa, Florence es va doctorar en Política Econòmica (1886) i va traduir a l'anglès l'obra d'Engels “La condició de la classe obrera a Anglaterra”. En 1894, Kelley es va graduar en dret a la Universitat de Northwestern.

## Experiència laboral i política
De retorn als Estats Units es va traslladar a Illinois i, després de separar-se del seu marit, va passar a formar part de la denominada “Escola Sociològica de Chicago de Dones". A Hull House de Chicago Florence va començar el seu treball sociològic. Va realitzar multitud d'estudis sobre les condicions de treball infantil i de les dones arribant a ser la primera inspectora de fàbriques als Estats Units en 1893. Gràcies als estudis científics que va realitzar i els seus coneixements a l'àrea del dret, va aconseguir canviar la legislació en l'àmbit de la regulació de les condicions de treball de nens, nenes i dones en l'estat d'Illinois. L'any 1896 escriu sota el pseudònim de «The Working Boy» un article que analitzava la necessitat d'adaptació del sistema educatiu a les noves formes del sistema industrial.
L'any 1899 es trasllada a Nova York per ser secretària general de la Lliga Nacional de Consumidors (LNC), al que es va a dedicar la resta de la seva vida. La lliga va començar solament en àrea de Nova York per després expandir-se, i va ser iniciada per Jane Addams i Josephine Shaw Lowell amb l'objectiu d'encoratjar als consumidors a comprar productes només de companyies que complissin els estàndards de salari mínim i condicions de treball de la LNC. Kelley va viatjar per tot el país donant conferències i conscienciant sobre les condicions laborals als Estats Units. Una iniciativa important de la LNC va ser la introducció de l'etiqueta blanca. Els empresaris que van complir amb l'estàndard de la LNC en utilitzar la llei laboral i mantenir els estàndards de seguretat tenien el dret a mostrar l'etiqueta blanca.
L'any 1909 Kelley es va convertir en membre fundador de la NAACP. Com a membre de la junta directiva, pertanyia als comitès de Nominació, Pressupost, Ajuda Federal a l'Educació, Anti-Lynching i la Despesa de Desigualtat dels Fons Escolars.
Amb el llançament de "Naixement d'una Nació", Kelley i altres líders de la NAACP es van manifestar en nombroses ciutats en contra de la pel·lícula per representar una interpretació racista dels negres. L'any 1923, Kelley va lluitar per l'admissió de l'Associació Nacional de Dones de Color com a membres del Comitè Conjunt de Dones del Congrés, que es va formar al 1920.
Florence Kelley va lluitar fins al final pel dret al sufragi de les dones, va militar en moviments pacifistes durant la Primera Guerra Mundial, i sobretot va lluitar pels drets dels treballadors. Entre ells rebaixar el nombre d'hores setmanals, impedir la contractació de nens menors de catorze anys i l'establiment d'un sou mínim.

### Treball a Hull House
Florence Kelley va arribar a Hull House l'any 1891, on s'hi va establir com a resident i va desenvolupar el seu estudi en matèria de treball infantil i de les dones; i en ser llicenciada en dret, la seva feina va estar enfocada a un tema més legislatiu. És així que l'objectiu de la seva estància a Hull House va ser aconseguir millorar les condicions de vida de la classe treballadora (sobretot infants i dones) mitjançant l'ús de la llei.
L'any 1893 va ser nomenada Inspectora Estatal de Fàbriques i Tallers d'Illinois, càrrec que va mantenir fins a l'any 1896. El mateix any en què va esdevenir inspectora, es va aprovar la primera llei industrial d'Illinois, fet que va ser possible gràcies a la seva investigació sobre els tallers d'esclaus -posant èmfasi en el treball infantil i les dones-.
El moviment per la reforma laboral del treball infantil el va liderar juntament amb Jane Addams, la fundadora de Hull House. Ambdues advocaven per la justícia social, la reforma del treball infantil i una legislació laboral justa per les dones i els infants. La investigació de Kelley es va veure influenciada pel treball d'Addams, que defensava el concepte de les tres Rs: Recerca, Residència i Reforma. Kelley era resident a Hull House i tractava diàriament amb persones víctimes de la indústria esclavista de Chicago, de manera que la seva recerca era en primera persona. A partir d'aquesta recerca i juntament amb la seva residència va poder elaborar les reformes que canviarien les condicions de vida de milers de treballadors i treballadores estatunidenques.

#### Hull House. Maps and Papers[12]
Aquest llibre va ser elaborat per Kelley i les seves companyes de Hull House per encàrrec del Departament de Treball dels Estats Units. Kelley va participar redactant el segon i tercer capítol d'aquesta obra, sent el tercer en col·laboració amb Alzina P. Stevens, l'Assistenta d'Inspectora de Fàbriques i Tallers d'Illinois, també resident de Hull House.

##### III. The Sweating System
El primer capítol que elabora exposa les característiques i el desenvolupament del “The Sweating-System”, el subcontractament de mà d'obra que donava lloc a tallers clandestins i esclavistes, amb pèssimes condicions laborals. Kelley denuncia que de vegades els treballadors hagin de treballar des de casa i reitera la importància de la separació entre la botiga (on es manufactura) i l'habitatge, de manera que es mostra en contra dels edificis d'apartaments dedicats a la manufactura (anomenats tenement houses). Aquesta pràctica posava en risc tant la salut dels treballadors com la dels clients, ja que era molt freqüent el contagi de malalties a aquests a causa de les males condicions en què es confeccionaven les peces de roba.
En termes legislatius, la investigació contra aquest sistema va començar l'any 1891 amb l'entrada de Kelley a Hull House, que va impulsar la creació d'una llei laboral. L'any 1893 es va aprovar la Llei de Tallers i Fàbriques (Workshop and Factories Act), que incloïa els següents punts en relació al Sweating-System:
- reducció de treball infantil als tallers
- separació parcial d'habitatge i lloc de treball
- jornada laboral de 8 hores diàries (o 48 setmanals), només aplicable a les dones

Tot i ser un gran avançament, només va ser una mesura transitòria per acabar amb les tenement houses, ja que en matèria de salut pública (sobretot dels treballadors) no s'havia produït gaire canvi.

##### III. Wage-earning children
El segon capítol va ser elaborat en conjunt amb Alzina P. Stevens. Està enfocat al treball infantil.
Fins al moment, es considerava treball infantil als nens per sota de setze anys i a les nenes per sota de quinze, de manera que hi havia una consideració desigual del treball infantil. A partir de 1893 amb la llei de Workshop and Factories Act, s'igualen les edats a setze anys, i es comença a tenir en compte el treball infantil en les estadístiques. Aquesta llei també va prohibir treballar a nens i nenes (independentment del seu gènere) per sota dels catorze anys, per així garantir la seva educació. Aquesta mesura va tenir un efecte positiu en el treball i l'explotació infantil, ja que va baixar el nombre d'infants d'entre catorze i setze anys treballant.

No obstant això, Kelley exposa que per prohibir el treball infantil sota un lema de mesura humanitària, cal ser consistent i fer una previsió de què passarà amb els infants i les seves famílies, ja que moltes d'aquestes depenien dels salaris que els fills i filles aportaven a casa i calia evitar la seva caiguda en la indigència.
“In general, however, it remains true, that in the industries of Illinois there is no need in the nature of the work to be performed for any characteristic quality of children. The presence of the children in the industries is more by reason of poverty of their families than of any technical requirements of the industries themselves.”(Kelley, 1895, pàg 73).
Es nota la influència del seu treball amb Jane Addams, que remarcava la importància d'aportar solucions davant la crítica del sistema. Addams també explica la seva preocupació per aquestes famílies al desè capítol de la seva obra ‘Twenty Years at Hull-House’.
Per aquest motiu creia que una llei efectiva havia d'incloure el següent:
- prohibició de treballar i escola obligatòria fins als setze anys
- inspectors per supervisar que no hi hagi treball infantil sinó que siguin a l'escola
- subministrar l'educació als fills i filles d'aquelles famílies que no se la poden permetre per la falta dels salaris que aquests aportaven a casa

#### Legislació laboral per les dones[13]
Women in Industry: the eight hours day and rest at night
L'any 1916 es va publicar aquest document on es recull el comentari de Florence Kelley respecte a la legislació adoptada als Estats Units en matèria de la jornada laboral de vuit hores per les dones treballant a la indústria i pel període de descans a la nit d'aquestes.
L'aplicació d'aquestes lleis van aportar una millora de les condicions de vida i laborals de les dones dels estats en què es van aprovar. Entre aquestes millores es troba una millora de la seva salut, un augment de la seva productivitat juntament amb una reducció d'accidents laborals, així com també apareix la possibilitat de poder estudiar i ampliar la seva formació.

## Publicacions
- The responsibility of the consumer. New York City: National Child Labor Committee, 1908.[14]
- The Present Status of Minimum Wage Legislation. New York City: National Consumers' League, 1913.[15]
- Modern Industry: in relation to the family, health, education, morality. New York: Longmans, Green 1914.
- Women in Industry: the Eight Hours Day and Rest at Night, upheld by the United States Supreme Court. New York: National Consumers' League, 1916.
- Twenty Questions about the Federal Amendment Proposed by the National Woman's Party. New York: National Consumers' League, 1922.
- Notes of Sixty Years: The Autobiography of Florence Kelley. Chicago: C.H. Kerr Pub. Co., 1986.[16]
- The Need of Theoretical Preparation for Philanthropic Work. 1887.[16]